# Sofia Zhuk
Sofia Andréyevna Zhuk (en ruso: Софья Андреевна Жук 1 de diciembre de 1999, Moscú) es una exjugadora rusa de tenis juvenil. Ganó Wimbledon junior de 2015.

## Carrera
Zhuk entrena en la Academia Henin Justine en Bélgica y su entrenador es Olivier Jeunehomme.
En 2015, Zhuk compitió como cabeza de serie 15 años de edad, en el campeonato de Wimbledon 2015, donde ganó el título Junior Femenino contra la también rusa y clasificada n.º 12 Anna Blinkova en 7-5, 6-4. Zhuk no perdió un set en todo el torneo de Wimbledon. Zhuk se convirtió en la segunda rusa en ganar Wimbledon junior título, tras la final del 2002, cuando Vera Dushevina venció a su compatriota María Sharápova.
Debutó en la WTA en Miami Open 2016, donde recibió un Wildcard para el cuadro principal.

## Títulos ITF

### Individual (6)
| Torneos de $100 000 |
| Torneos de $80 000  |
| Torneos de $60 000  |
| Torneos de $25 000  |
| Torneos de $15 000  |
| Torneos de $10 000  |

| Finals by surface   |
| ------------------- |
| Dura (2–2)          |
| Tierra batida (2–0) |
| Césped (0–0)        |

| N.º | Fecha                 | Torneo                  | Superficie | Oponentes          | Resultado           |
| --- | --------------------- | ----------------------- | ---------- | ------------------ | ------------------- |
| 1.  | 11 de octubre de 2014 | Shymkent , Kazajistán   | Arcilla    | Margarita Lazareva | 6–2, 6–4            |
| 2.  | 14 de febrero de 2016 | Sharm el-Sheikh, Egipto | Dura       | Julia Terziyska    | 6–2, 6–1            |
| 3.  | 27 de agosto de 2016  | Cali, Colombia          | Arcilla    | Harmony Tan        | 6–2, 6–4            |
| 4.  | 30 de octubre de 2016 | Tampico, México         | Dura       | Varvara Flink      | 6–4, 6–3            |
| 5.  | 21 de mayo de 2017    | Naples, USA             | Arcilla    | Taylor Townsend    | 6–4, 7–6 (7–3)      |
| 6.  | 17 de julio de 2017   | Bursa, Turkey           | Arcilla    | İpek Soylu         | 4–6, 6–3, 7–6 (7–5) |

### Finalista (2)
| N.º | Fecha                | Torneo                  | Superficie | Oponentes        | Resultado     |
| --- | -------------------- | ----------------------- | ---------- | ---------------- | ------------- |
| 1.  | 7 de febrero de 2016 | Sharm el-Sheikh, Egipto | Dura       | Julia Wachaczyk  | 6–4, 4–6, 3–6 |
| 2.  | 28 de marzo de 2016  | Sharm el-Sheikh, Egipto | Dura       | Mariam Bolkvadze | 6–3, 7–5      |